# Brandlecht
Brandlecht is een kerkdorp met ruim 900 inwoners behorend tot de gemeente Nordhorn in de Grafschaft Bentheim in de Duitse deelstaat Nedersaksen.
Het dorp ligt op de linkeroever van de Vechte. Het grondgebied grenst in het westen aan de Nederlandse plaats Denekamp. De belangrijkste verkeersverbinding is de Bundesstraße 403.
De evangelisch-gereformeerde kerk in Brandlecht-Hestrup heeft een eenvoudig gotisch schip en is geheel opgetrokken uit Bentheimer zandsteen. De romaanse doopvont stamt waarschijnlijk uit 1175. De robuuste vierkante toren werd volgens een inscriptie gebouwd in 1505. De inrichting van deze van oorsprong katholieke kerk werd na de reformatie ingrijpend aangepast en versimpeld.
De katholieke Mariakerk in het dorp is gebouwd in baksteen en behoort van oudsher tot Gut Brandlecht.

## Afbeeldingen

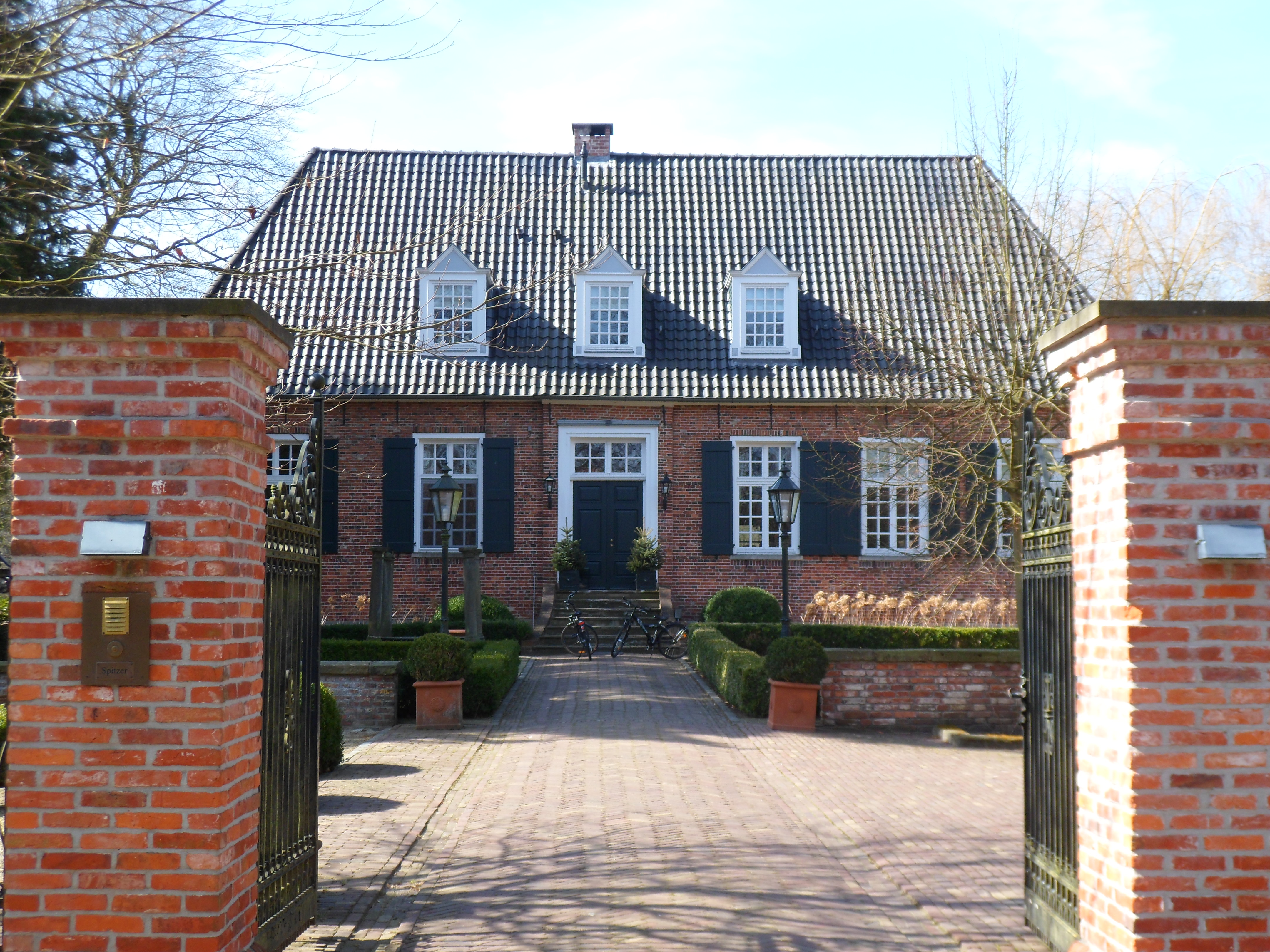
Gut Brandlecht
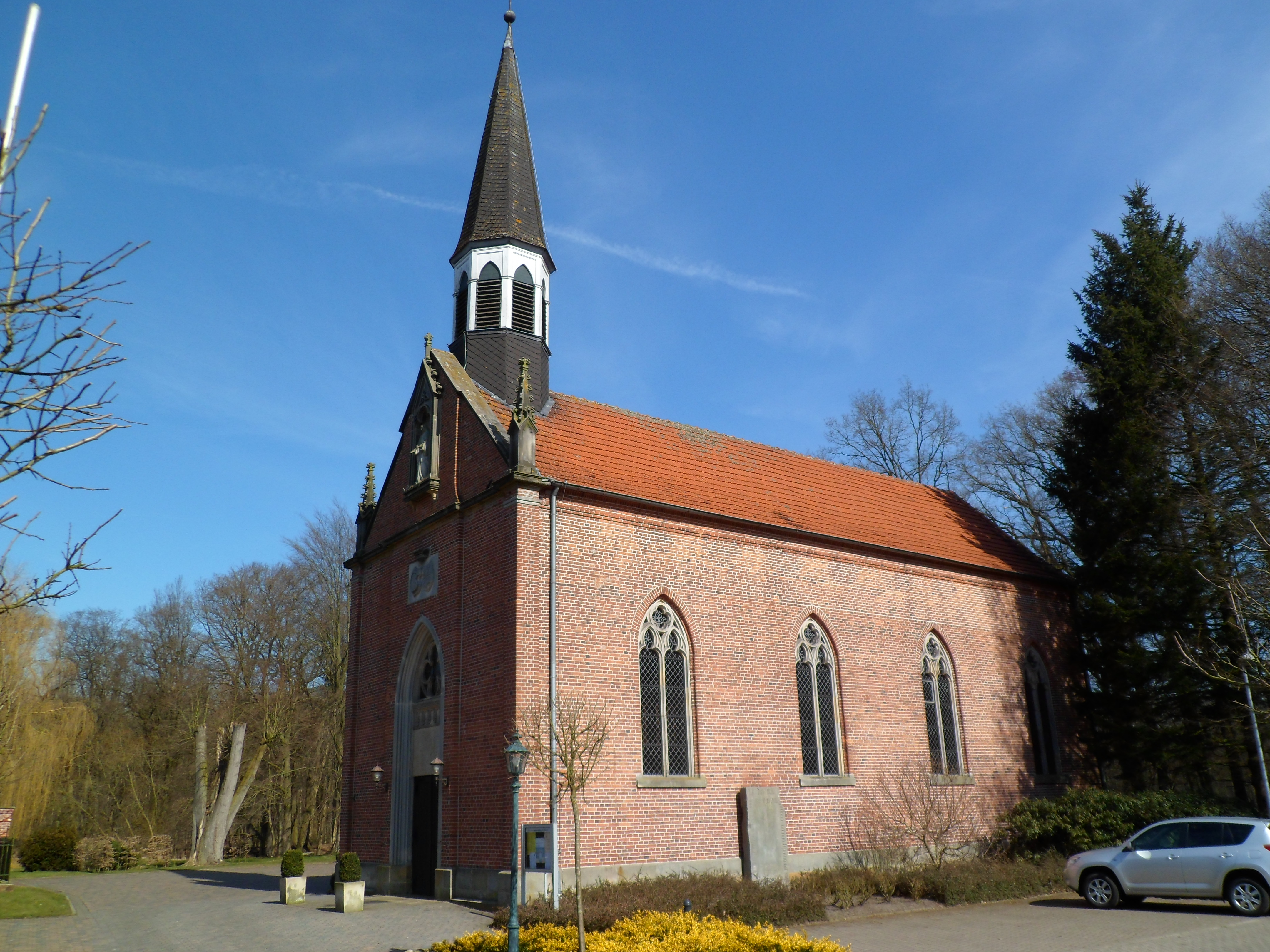
De Mariakerk van Gut Brandlecht
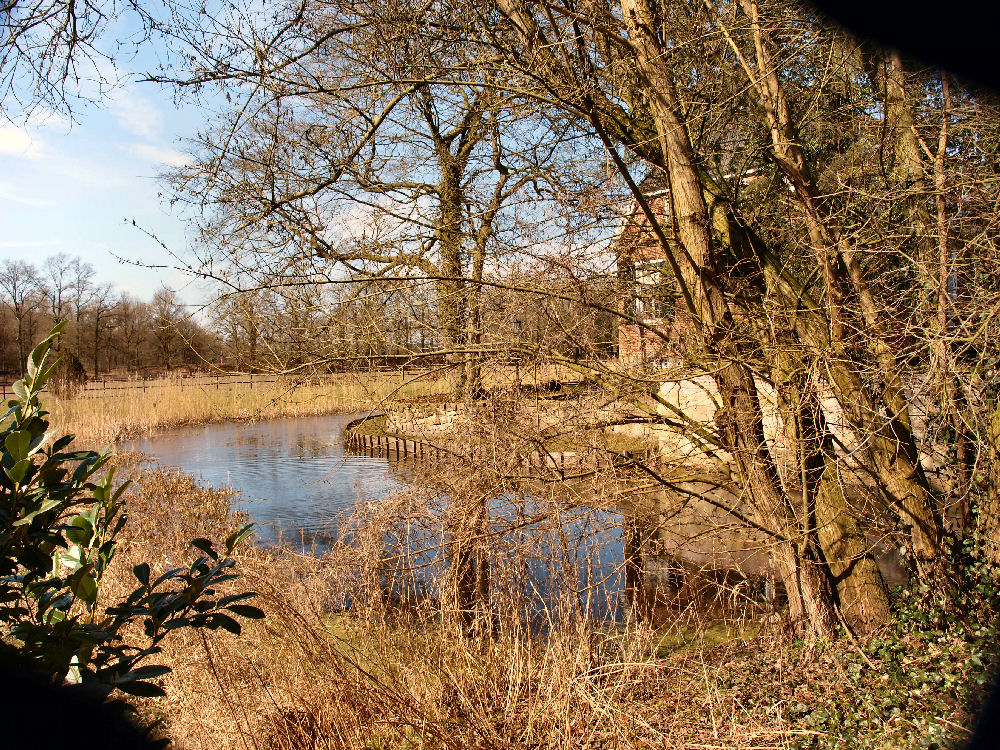
De gracht van Gut Brandlecht
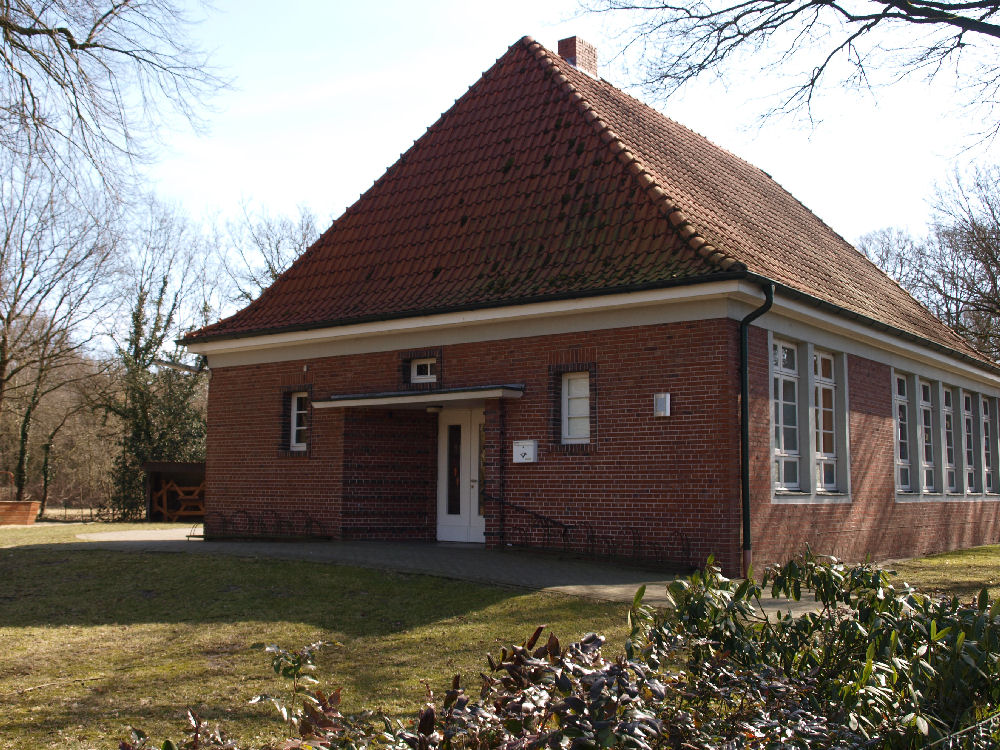
Voormalig schoolgebouw (monument)

Altendorf · Bakelde · Bimolten · Blanke · Blumensiedlung · Bookholt · Brandlecht · Bussmaate · Frensdorf · Frenswegen · Hesepe · Hestrup · Hohenkörben · Klausheide · Neuberlin · Stadtflur · Streng
- Gemeinsame Normdatei: 4370809-2